# Amos Tutuola
Amos Tutuola (Abeokuta, Nigeria, 20 de junio de 1920-Ibadán, 8 de junio de 1997) fue un novelista y escritor de relatos nigeriano en lengua inglesa. Su primera novela publicada, El bebedor de vino de palma (1952), fue unánimemente reconocida en todo el mundo y despertó el interés por la literatura africana. Sus obras se apartan de los modelos literarios occidentales al inspirarse en relatos orales y en el folclore yoruba.

## Biografía
Nacido en Abeokuta, los padres de Amos, Charles y Esther, eran granjeros yorubas dedicados al cultivo del cacao y profesaban la religión cristiana. A los siete años de edad Amos entró al servicio de F. O. Monu, un igbo que le envió a la escuela del Ejército de Salvación. A los doce años frecuentó la Escuela Central Anglicana de Abeokuta. Al morir su padre en 1939, Tutuola abandonó los estudios para trabajar como aprendiz de herrero, empleo que ejerció entre 1942 y 1945 para la Royal Air Force en Nigeria. Posteriormente tuvo distintos trabajos, entre otros, vendedor de pan y repartidor del Departamento Nigeriano de Trabajo. En 1946, Tutuola terminó la escritura de su primer libro: The Palm-Wine Drinkard (en español: El bebedor de vino de palma). En 1947 se casó con Victoria Alake, con la que tuvo ocho hijos (cuatro varones y cuatro mujeres).

## Obra
Tras su publicación en 1952, de El bebedor de vino de palma, Tutuola recibió los elogios de numerosos escritores e intelectuales, entre otros de Dylan Thomas. En Nigeria, sin embargo, causó mucha controversia y críticas muy ásperas: se acusó a Tutuola de representar al pueblo nigeriano de manera negativa, ya que el protagonista del relato es un borracho supersticioso, incapaz de hablar inglés con corrección. El escritor nigeriano Chinua Achebe, sin embargo, defendió la novela y subrayó que en ella se efectuaba una crítica al consumismo occidental.
En 1954 publicó My Life in the Bush of Ghosts (en español traducido como Mi vida en la maleza de los fantasmas) y en 1955 Simbi and the Satyr of the Dark Jungle (Simbi y el sátiro de la jungla negra), con los que consolidó su gran éxito internacional y se convirtió en un escritor afamado. Mi vida en la maleza de los fantasmas está narrado desde la perspectiva de un niño perdido en el corazón del bosque tropical, donde habitan los fantasmas.
Otras de sus obras son:
- La valiente cazadora africana
- La mujer pluma de la jungla
- Ajaiyi y su pobreza heredada
- El brujo de la ciudad lejana
- El cazador salvaje en el bosque de los espíritus
- Pauper, Brawler y Slanderer
- El brujo del poblado

## Carrera literaria y docente
Tutuola fue uno de los fundadores del Mbari Club, organización de escritores y editores que alcanzó gran importanica en Nigeria. Dio clases en la Universidad de Ife (llamada actualmente Obafemi Awolowo University) y en 1983 en el International Writing Program de la Universidad de Iowa (Estados Unidos). Tras su jubilación, vivió en Nigeria entre sus dos residencias de Ibadán y Ago-Odo. Murió con 77 años, de hipertensión arterial y diabetes.

## Ediciones en español
- El bebedor de vino de palma. Ediciones Júcar. 1974. ISBN 978-84-334-0150-2.
- El bebedor de vino de palma. Navona Editorial. 2016. ISBN 978-84-16259-43-4.
- Mi vida en la maleza de los fantasmas. Ediciones Siruela. 1990. ISBN 978-84-7844-028-3.